# Parti du peuple (Islande)
Le Parti du peuple (en islandais : Flokkur fólksins) est un parti politique islandais fondé par Inga Sæland (en).
Son objectif principal est de venir en aide aux personnes malades et pauvres. Il est décrit par le New York Times comme un parti qui milite contre l'immigration, la pauvreté et la corruption.

## Historique

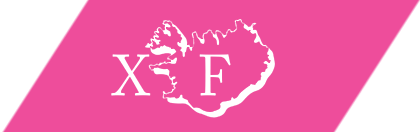
ancien logo

Il participe aux élections législatives de 2016, mais ne remporte aucun siège. C'est à l'occasion des élections anticipées de 2017 que le Parti du peuple fait son entrée à l'Althing en remportant quatre sièges sur 63.
En décembre 2018, deux de ses députés, Karl Gauti Hjaltason et Ólafur Ísleifsson, sont impliqués dans une affaire qui secoue l'opinion islandaise, après avoir tenu des propos sexistes dans un bar de Reykjavik en compagnie de quatre autres de leurs collègues membres du Parti du centre. Ils sont alors exclus de leur parti.
Auparavant, le parti avait fait l'objet de controverses lorsqu'Inga avait fait des commentaires considérés par les médias comme « xénophobes » et « anti-immigrés » en critiquant les avantages perçus par les demandeurs d'asiles en comparaison de la situation de nationaux précaires dormant dans leurs voitures. Inga a fait des efforts pour se démarquer de ces propos, appelant même à une prise en charge accrue des réfugiés.

## Résultats électoraux

### Législatives: Au niveau national
| Élection | Voix   | %     | Sièges  | Gouvernement        |
| -------- | ------ | ----- | ------- | ------------------- |
| 2016     | 6 707  | 3,54  | 0 / 63  | Extra-parlementaire |
| 2017     | 13 502 | 6,88  | 4 / 63  | Opposition          |
| 2021     | 17 675 | 8,85  | 6 / 63  | Opposition          |
| 2024     | 29 288 | 13,78 | 10 / 63 | Frostadóttir        |

### Législatives: Par circonscription
| Année | Nord Ouest | Nord Ouest | Nord Est | Nord Est | Sud  | Sud    | Sud Ouest | Sud Ouest | Reykjavik Sud | Reykjavik Sud | Reykjavik Nord | Reykjavik Nord |
| Année | %          | Sièges     | %        | Sièges   | %    | Sièges | %         | Sièges    | %             | Sièges        | %              | Sièges         |
| ----- | ---------- | ---------- | -------- | -------- | ---- | ------ | --------- | --------- | ------------- | ------------- | -------------- | -------------- |
| 2016  | 2,5        | 0 / 8      | 2,8      | 0 / 10   | 3,6  | 0 / 10 | 3,3       | 0 / 13    | 4,6           | 0 / 11        | 3,8            | 0 / 11         |
| 2017  | 5,3        | 0 / 8      | 4,3      | 0 / 10   | 6,5  | 1 / 10 | 8,9       | 1 / 13    | 8,2           | 1 / 11        | 7,1            | 1 / 11         |
| 2021  | 8,8        | 1 / 8      | 8,6      | 1 / 10   | 12,9 | 1 / 10 | 7,6       | 1 / 13    | 8,9           | 1 / 11        | 7,7            | 1 / 11         |